# Brewster (Nebraska)
Brewster é uma vila localizada no estado americano de Nebraska, no Condado de Blaine. Foi no censo de 2010 a menos habitada localidade dos Estados Unidos.

## Demografia
Segundo o censo americano de 2010, a sua população era de 17 habitantes. 
Em 2006, fora estimada uma população de 24, um decréscimo de 5 (-17.2%) face a 2000.

## Geografia
De acordo com o United States Census Bureau, a localidade tem uma área de 0,23 km², sem área coberta por água. Brewster localiza-se a aproximadamente 760 m acima do nível do mar.

## Localidades na vizinhança
O diagrama seguinte representa as localidades num raio de 44 km ao redor de Brewster. 